# Liste der Monuments historiques in Fenioux (Charente-Maritime)
Die Liste der Monuments historiques in Fenioux (Charente-Maritime) führt die Monuments historiques in der französischen Gemeinde Fenioux auf.

## Liste der Bauwerke
| Bezeichnung                       | Beschreibung                      | Standort | Kennzeichnung | Schutzstatus | Datum | Bild           |
| --------------------------------- | --------------------------------- | -------- | ------------- | ------------ | ----- | -------------- |
| Kirche Notre-Dame de l’Assomption | Erbaut im 11. und 14. Jahrhundert | (Lage)   | PA00104684    | Classé       | 1840  | weitere Bilder |
| Totenlaterne                      | 12. Jahrhundert                   | (Lage)   | PA00104685    | Classé       | 1862  | weitere Bilder |

## Liste der Objekte
| Bezeichnung                | Beschreibung                       | Standort                                        | Kennzeichnung | Schutzstatus | Datum | Bild |
| -------------------------- | ---------------------------------- | ----------------------------------------------- | ------------- | ------------ | ----- | ---- |
| Skulptur Christus am Kreuz | Kupfer, vergoldet, 18. Jahrhundert | in der Kirche Notre-Dame de l’Assomption (Lage) | PM17001733    | Inscrit      | 1993  |      |